# Закон о добросовестных практиках взыскания долгов
Закон «О добросовестных практиках взыскания долгов» (Fair Debt Collection Practices Act — FDCPA) сводa законов США раздел 15 § 1692 был принят 20 сентября 1977 (с внесёнными в дальнейшем поправками) как дополнение к закону «О защите получателей потребительского кредита» в виде разделa VIII вышеупомянутого закона, устанавливая правовую защиту от недобросовестных методов взыскания долгов.
Закон «О добросовестных практиках взыскания долгов» нацелен на устранение неблаговидных методов взыскания потребительских задолженностей, стимулирование честной коллекторской деятельности, предоставление потребителям возможностей оспаривания долга и запроса верификации для подтверждения корректности информации об имеющейся задолженности.
Закон устанавливает основные правовые рамки ведения коллекторского бизнеса, определяет права потребителей, затронутых коллекторской деятельностью, предписывает средства судебной защиты и наказание за нарушение статей закона.
Данный закон напрямую пересекается с актом «О предоставлении точной кредитной информации».

## Физические и юридические лица, подпадающие под сферу влияния закона «О добросовестных практиках взыскания долгов»
Закон определяет коллектора как «лицо, которое использует письма либо другие инструментарии межрегиональной коммерции для взыскания задолженностей; или „лицо, которое на регулярной основе взыскивает или предпринимает попытки взыскать, напрямую или косвенно, существующую задолженность, либо предполагаемую существующую задолженность“». В то время как закон «О добросовестных практиках взыскания долгов» относится только к коллекторским агентствaм, а не к первоначальным кредиторам, — некоторые штаты, например Калифорния, разработали и внесли региональные законы, которые зеркально копируют уже имеющийся федеральный закон, при этом в добавлении ко всему регулируют деятельность первоначальных кредиторов.
Ко всему прочему в некоторых федеральных судах было принято решение о том, что лицо, занимающееся взысканием долгов, определяется законом скорее не как кредитор, а как коллектор, основной деятельностью которого является скупка просроченных задолженностей с целью взыскания их в дальнейшем.
Основные понятия и спектр влияния закона со временем изменились. Само определение «коллектор» содержит большое количество поправок, в большей степени в результате проведения акта «о смягчении требований регулирующих органов к кредитно-финансовым учреждениям» от 13 октября 2006 года. Также адвокаты и юрфирмы, изначально исключённые из понятия «коллектор», были включены в него в 1986 году.
Согласно определению основных понятий «потребитель» и «задолженность», сфера деятельности закона «О добросовестных практиках взыскания долгов» ограничивается потребительскими кредитными продуктами. Таким образом кредиты, полученные юридическими лицами, либо полученные физическими лицами для бизнес-нужд, не относятся к вышеупомянутому закону.
В федеральном налоговом деле «Смит против США», апелляционный суд 5-го судебного округа США постановил, что «обращение к закону „о добросовестных практиках взыскания долгов“ абсолютно не обосновано, так как закон прямым образом исключает любое государственное должностное лицо из понятия „коллектор“ (раздел 15 § 1692 части a(6)(C) сводa законов США), при условии, что взыскание или попытки взыскания долгов являются непосредственным выполнением им своих должностных обязанностей».
Как бы то ни было, в 1998 году Конгресс изменил Налоговый кодекс путём добавления статьи 6304 «Честный порядок взыскания налогов», которая в определённой мере перекликается с положениями закона «О добросовестных практиках взыскания долгов».

## Запрещенная коллекторская деятельность
1. Неподходящее время телефонного контакта: запрещены телефонные звонки до 8 утра и после 9 вечера.
2. Отказ от прекращения контакта с должником, несмотря на его письменную просьбу об этом. Незаконными считаются любые виды коммуникации с должником (искл. судебный процесс) после получения письменного уведомления, в котором говорится, что должник хочет прекратить все общение с коллектором и перенести разрешение всех вопросов, касающихся задолженности, в рамки судебного разбирательства.
3. Постоянные телефонные звонки и регулярное вовлечение в общение с коллектором владельца определённого телефонного номера с целью оскорбить или вывести его из себя.
4. Контактирование с должником на его рабочем месте, после получения коллектором уведомления о том, что подобные действия неприемлемы работодателем должника.
5. Прямое общение с должником, чьи интересы представляются адвокатом.
6. Общение с предполагаемым должником после того, как был сделан запрос на подтверждение подлинности информации о долге: общение с должником и попытки взыскивания задолженности должны быть прекращены на срок от получения вышеупомянутого запроса, до отправления коллектором письма должнику с верификацией задолженности (срок от запроса до верификации не должен превышать 30 дней), при условии, что запрос был сделан должником в специально установленное для этого законом время.
7. Обман и намеренное введение в заблуждение: Коллекторам запрещено предоставлять должнику неверные данные о характере и сумме задолженности, а также контактировать с должником, представляясь адвокатом либо государственным должностным лицом.
8. Публикация данных о должнике в списке безнадежных долгов.
9. Взыскивание неоправданных сумм: взыскивание любых сумм, идущих вразрез с положениями кредитного договора и/или действующего законодательства.
10. Угрозы ареста или применения каких-либо других мер, которые либо не могут быть приняты по закону, либо не будут предприняты коллектором на самом деле.
11. Использование вульгарной лексики и оскорблений в общении с должником.
12. Вовлечение сторонних людей в обсуждение деталей задолженности физлица (искл. адвокат и супруг/га). Коллекторы могут связываться с коллегами/соседями должника только для получения информации о его местонахождении. Постоянные звонки коллекторов коллегам/соседям должника, с целью вывести его из себя или опозорить, считаются незаконными.
13. Запрещено ставить должника в неловкое положение, выставляя напоказ его задолженность путём упоминания о ней в тексте почтовой открытки или использования определённого языка, символов на конверте, которые могут дискредитировать должника. Название коллекторского агентства может быть обозначено на конверте лишь в том случае, если оно не указывает напрямую, что данная компания занимается коллекторским бизнесом.
14. Угроза размещения/размещение ложной кредитной информации в кредитной истории должника.

## Требование к действиям коллекторов
Закон обязует коллекторов выполнять следующие правила:
1. В случае любого контакта (будь-то письменного или устного) предупреждать должника о том, что любая информация, полученная в ходе данного общения, будет использована для взыскания задолженности.
2. Предоставить название и адрес первоначального кредитора по запросу должника, сделанному в течение 30 дней после получения уведомления от коллектора согласно условиям § 1692g данного закона.
3. Уведомить должника о его праве оспорить долг полностью или частично (статья 809). Коллектор обязан отправить 30-дневное уведомление согласно § 1692g данного закона в течение 5 дней после первого контакта с должником. В 2006 году в понятие «первого контакта с должником» была внесена поправка, исключающая исковое заявление в гражданский суд, как точку отсчета срока для 30-дневного уведомления, тем самым несколько усложняя ситуацию, в которой коллектором является адвокат либо юридическая фирма. Получение должником уведомления согласно § 1692g, автоматически запускает отсчет 30 дней, в течение которых должник может отправить запрос на верификацию задолженности.
4. Предоставить верификацию задолженности. Если должник оспаривает задолженность в письменном виде, либо посылает запрос на подтверждение корректности информации о задолженности, то коллектор должен либо отправить по почте верификацию задолженности, либо полностью прекратит попытки взыскания долга. Информация о долге с пометкой «оспорено» должна быть передана в бюро кредитных историй. Верификация долга должна включать в себя как минимум информацию о первоначальном кредиторе (имя и адрес) и сумму имеющейся задолженности.
5. Подать иск в суд соответствующей юрисдикции. Исковое заявление может быть подано только в суд по месту жительства должника, либо по месту заключения кредитного договора. В то же время, если должник меняет место жительства, переезжая в другой регион, он вполне может подать исковое заявление на коллектора в суд новой юрисдикции.

## Принудительное обеспечение соблюдения закона «О добросовестных практиках взыскания долгов»
Изначально полномочия по принудительному применению закона принадлежали Федеральной торговой комиссии. Однако в ходе расширенных реформ, проведённых согласно акту Додда-Франка, все полномочия получилo только что созданное Бюро Финансовой Защиты Потребителей.
Должники, недовольные поведением коллекторов, могут подать иск о компенсации ущерба в суд штата либо в федеральный окружной суд.
Закон «О добросовестных практиках взыскания долгов» предусматривает объективную ответственность нарушителя, то есть потерпевшему не нужно доказывать конкретную сумму ущерба, чтобы получить компенсацию, предусмотренную законодательным актом. Если доказано, что коллектор действительно нарушил закон, то потерпевший получит компенсацию в размере до $1000, а также полное возмещение затрат на адвоката и судебный процесс.
С другой стороны, если суд решит, что должник злонамеренно подал иск с целью преследования или травли коллектора, суд может присудить истцу компенсировать противоположной стороне все судебные расходы.

## Критика закона «О добросовестных практиках взыскания долгов»

### Со стороны пострадавших, от незаконных действий коллекторов
Многие заявляют, что меры в отношении коллекторов, нарушивших закон, должны быть ужесточены, а размер компенсации должен быть увеличен с учётом инфляции с $1000 до $3905 соответственно.

### Со стороны коллекторского бизнеса
Представители коллекторского бизнеса, а также некоторые суды придерживаются позиции, что закон «О добросовестных практиках взыскания долгов» способствует увеличению необоснованных исков со стороны должников, ищущих финансовую компенсацию за небольшие технические отступления от закона, что, в свою очередь, снижает возможность взыскания задолженностей.
Коллекторская индустрия, а также работающие с ней страховые компании несколько раз принимали попытки пролоббировать конгресс, с целью ослабления гражданской ответственности по исключительно техническим нарушениям.
Компании, занимающиеся управлением счетами дебиторской задолженности, также выразили обеспокоенность тем, что закон содержит противоречия, приводящие к гражданским искам со стороны должников в основном по причине того, что средства связи, упомянутые в исходном законе от 1977, сильно изменились к данному моменту.
Например, по закону коллектор обязан представиться в начале общения с должником, в то же самое время коллектор не может раскрыть информацию о долге третьим лицам. В результате чего может возникнуть ситуация, где коллектор, оставив голосовое сообщение должнику, в котором он представился и объяснил суть звонка, автоматически становится нарушителем закона после того, как третье лицо намеренно либо случайно прослушало голосовое сообщение на автоответчике должника.
Судебная система осведомлена о данном противоречии, однако каких-либо мер по её устранению принято пока не было.

## Контролирующие органы и закон «О добросовестных практиках взыскания долгов»
Федеральная Торговая Комиссия ежегодно предоставляет отчёт о регулятивной деятельности в сфере данного закона. В отчёт включены данные о количестве жалоб со стороны должников на противоправные действия коллекторов. Статистика показывает, что в 2012 году было получено 125 136 жалоб, в 2011 году количество жалоб составило 144 451. Однако жалобы, полученные ФТК, являются лишь небольшим процентом от числа всех контактов коллекторских агентств с предполагаемыми должниками.
В полномочия ФТК входит публикация официального заключения, касаемого коллекторской деятельности в рамках закона «О добросовестных практиках взыскания долгов», в то время как нормотворческая власть, вследствие реформы Додда-Франка и акта «О защите прав потребителей», принадлежит Бюро Финансовой Защиты Потребителей.
ФТК сохранило полномочия исполнительного органа по регламентам, однако функции публикации консультативного заключения перешли к Бюро Финансовой Защиты Потребителей.
Добросовестное следование официальному заключению ФТК является установленной законом защитой. ФТК редко использует свои полномочия в области создания консультативного заключения, до 2000 года не было издано ни одного, с 2000 по 2009 всего лишь 4 консультативных заключения.